# (38263) 1999 RC20
1999 RC20 (asteroide 38263) é um asteroide da cintura principal. Possui uma excentricidade de 0.12398070 e uma inclinação de 5.27482º.
Este asteroide foi descoberto no dia 7 de setembro de 1999 por LINEAR em Socorro.